# Saint-Haon-le-Vieux
Saint-Haon-le-Vieux is een gemeente in het Franse departement Loire (regio Auvergne-Rhône-Alpes). De plaats maakt deel uit van het arrondissement Roanne. Saint-Haon-le-Vieux telde op 1 januari 2022 961 inwoners.

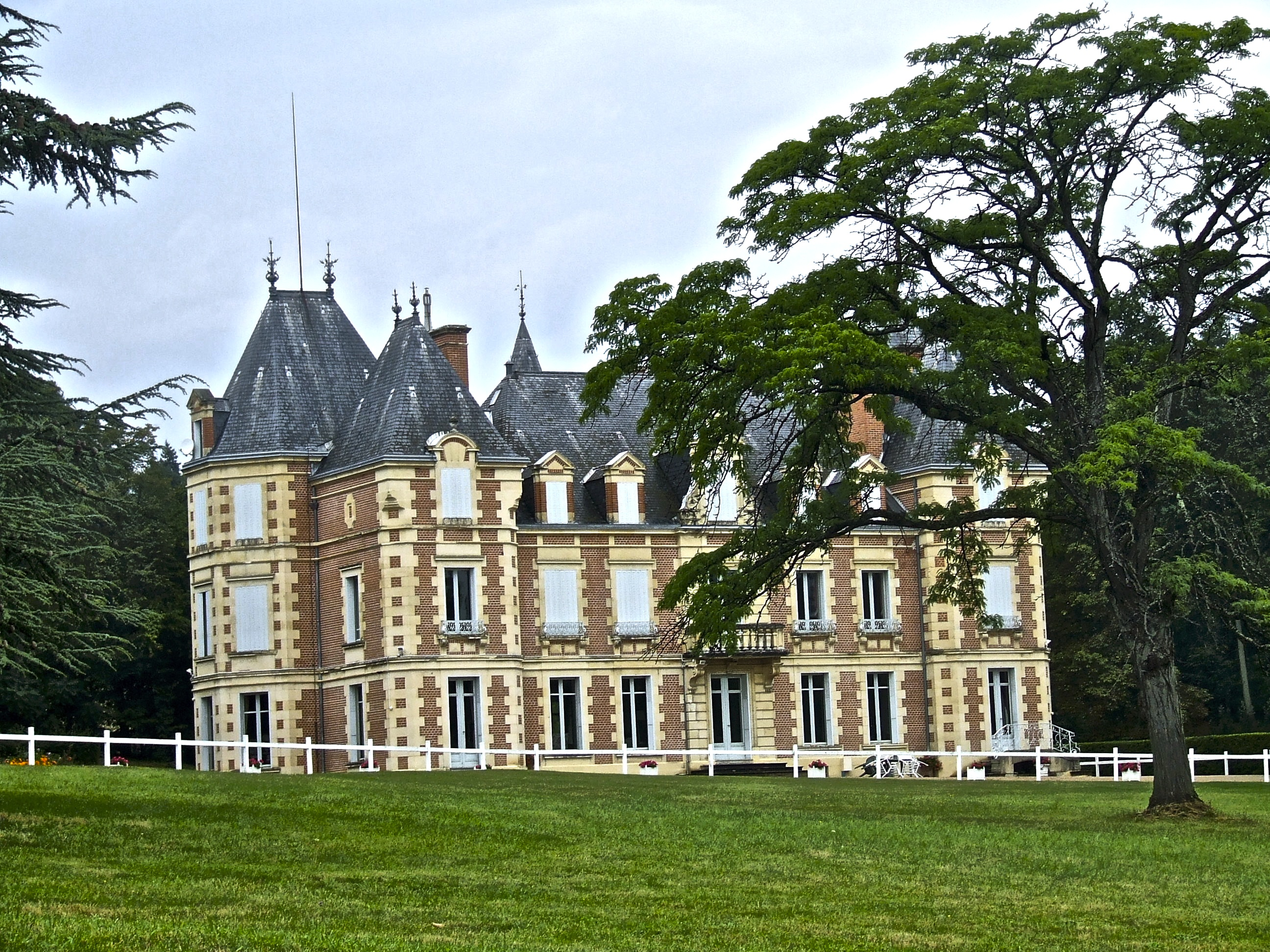
Kasteel van Champagny
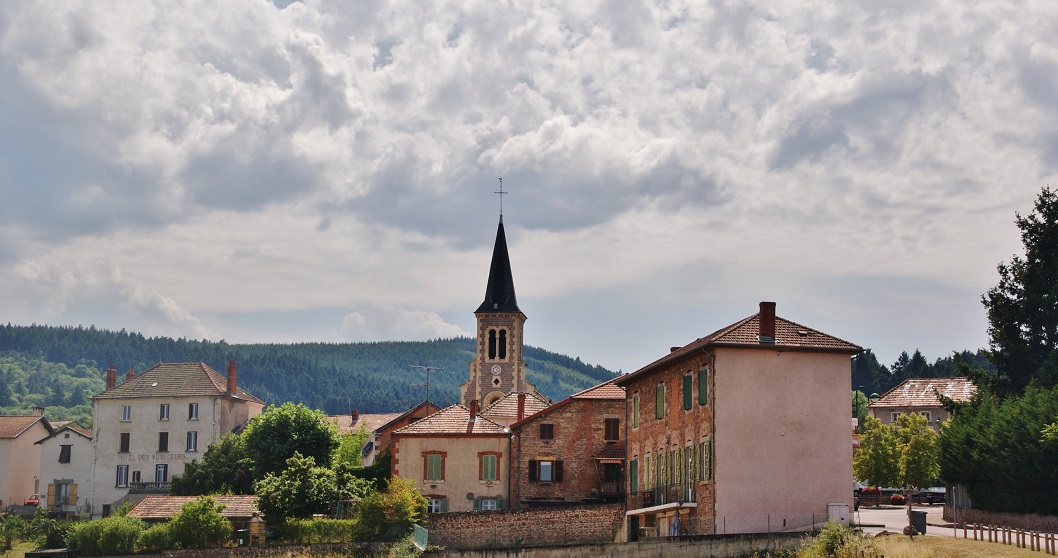
Saint-Haon-le-Vieux

## Geografie
De oppervlakte van Saint-Haon-le-Vieux bedroeg op 1 januari 2022 16,34 vierkante kilometer; de bevolkingsdichtheid was toen 58,8 inwoners per km².

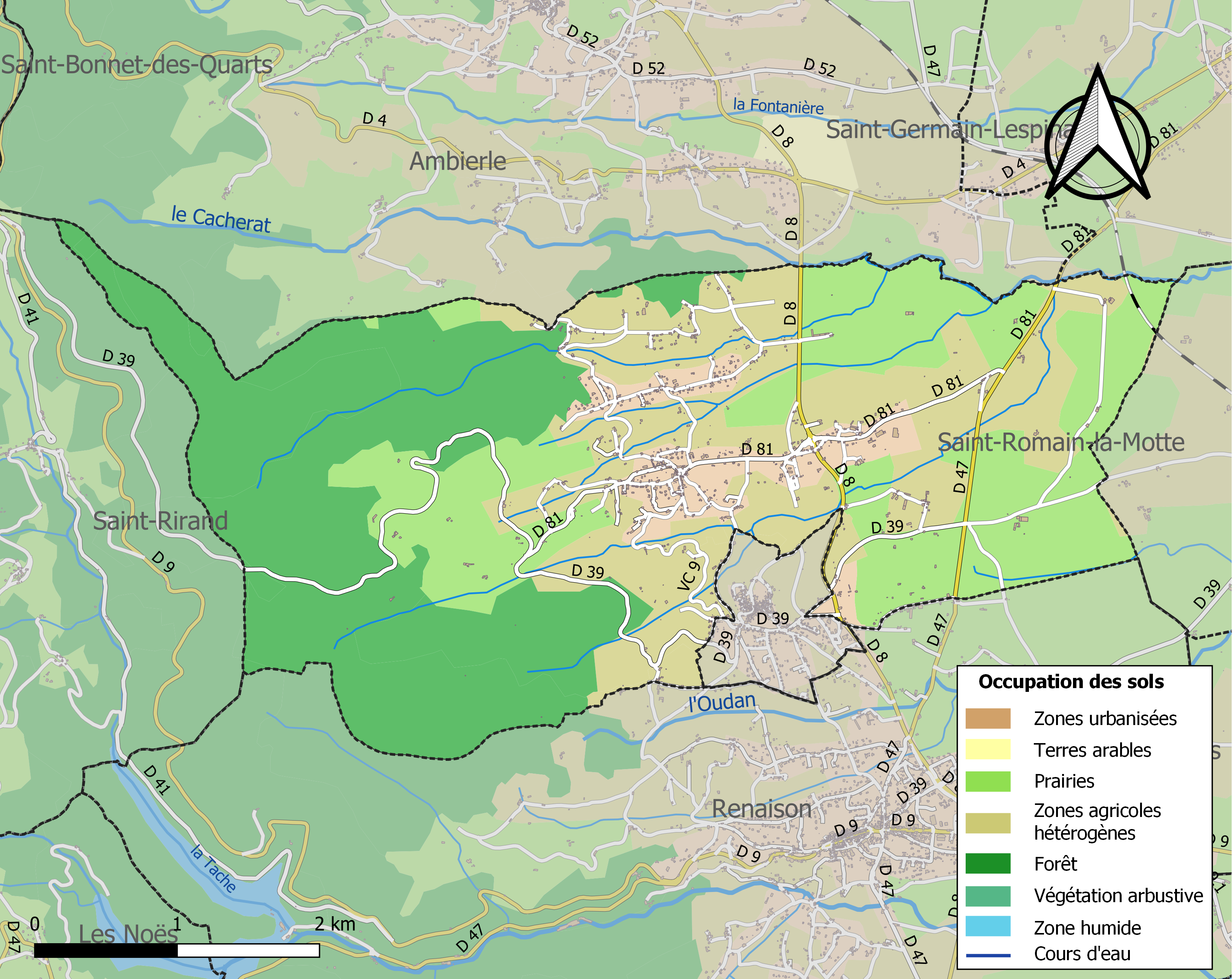
Kaart van de gemeente met de belangrijkste infrastructuur, bodemgebruik en omliggende gemeenten

## Demografie
Onderstaande figuur toont het verloop van het inwonertal (bron: INSEE-tellingen).